# Hushi riji
Hushi riji (护士日记S, Hùshì rìjìP, lett. "Diario di un'infermiera") è un film del 1957 diretto da Tao Jin, e interpretato da Wang Danfeng.
Si tratta dell'adattamento cinematografico del romanzo Fuchen (浮沉S, FúchénP, lett. "Galleggiare") di Ai Mingzhi, che ha curato anche la sceneggiatura. Il film è una commedia dai toni propagandistico-rivoluzionari, che racconta le vicende della giovane e volenterosa infermiera Suhua, interpretata da Wang Danfeng, e lo scontro di classe nella Cina all'alba del "grande balzo in avanti" attuato dalle politiche di Mao Zedong; il film mantiene tuttavia toni celebrativi moderati, in un'ottica ottimistica nei confronti del futuro e caratterizzato da una messa in buona luce della bontà popolare cinese.
La colonna sonora del film è opera del compositore Wang Yunjie, che ha anche scritto insieme a Wang Lu la ninna nanna La piccola rondine (小燕子S, Xiǎo yànziP), cantata dalla protagonista in una scena del film divenuta iconica e che ha conferito grande successo al brano presso le generazioni di bambini cinesi successive.